# 放射線源
放射線源(ほうしゃせんげん、radiation source)とは放射線を照射するための放射線発生装置である。単に線源(せんげん、source)ともいう。
放射線を発生させるには放射性物質は必ずしも必要でなく、放射性物質そのものから出る放射線を利用するものと、原子炉や加速器、宇宙線を用いるものがある。
放射性物質から出る放射線はエネルギーは放射性物質の種類によってエネルギーや放射線の種類も一定であるが原子炉などを用いることによって放射性物質からは出ないような放射線やより強力な放射線を利用することができる。例えばレントゲンなどで用いるX線は放射性物質ではなく制動放射によって作り出され、中性子も原子炉から出るものがよく利用される。
また放射性物質起源の線源は密封線源と非密封線源の二種類があり取り扱い方法などが異なる。